# Iole viridescens
El bulbul verdoso (Iole viridescens) es una especie de ave paseriforme de la familia Pycnonotidae endémica de Birmania y el oeste de Tailandia.

## Taxonomía
El bulbul verdoso fue descrito científicamente por el zoólogo inglés Edward Blyth en 1867.
En la actualidad se reconocen tres subespecies:
- I. v. viridescens - Blyth, 1867: se encuentra en el oeste e interior de Birmania y el oeste de Tailandia;
- I. v. lekhakuni - (Deignan, 1954): se encuentra en el sur de Birmarmania y el suroeste de Tailandia;
- I. v. cinnamomeoventris - Baker, ECS, 1917: ocupa el norte y centro de la península malaya;

Hasta 2017 se consideraba que el bulbul de Cachar era una subespecie del bulbul verdoso, pero ahora se clasifica como una especie separada.